# Orbis sensualium pictus

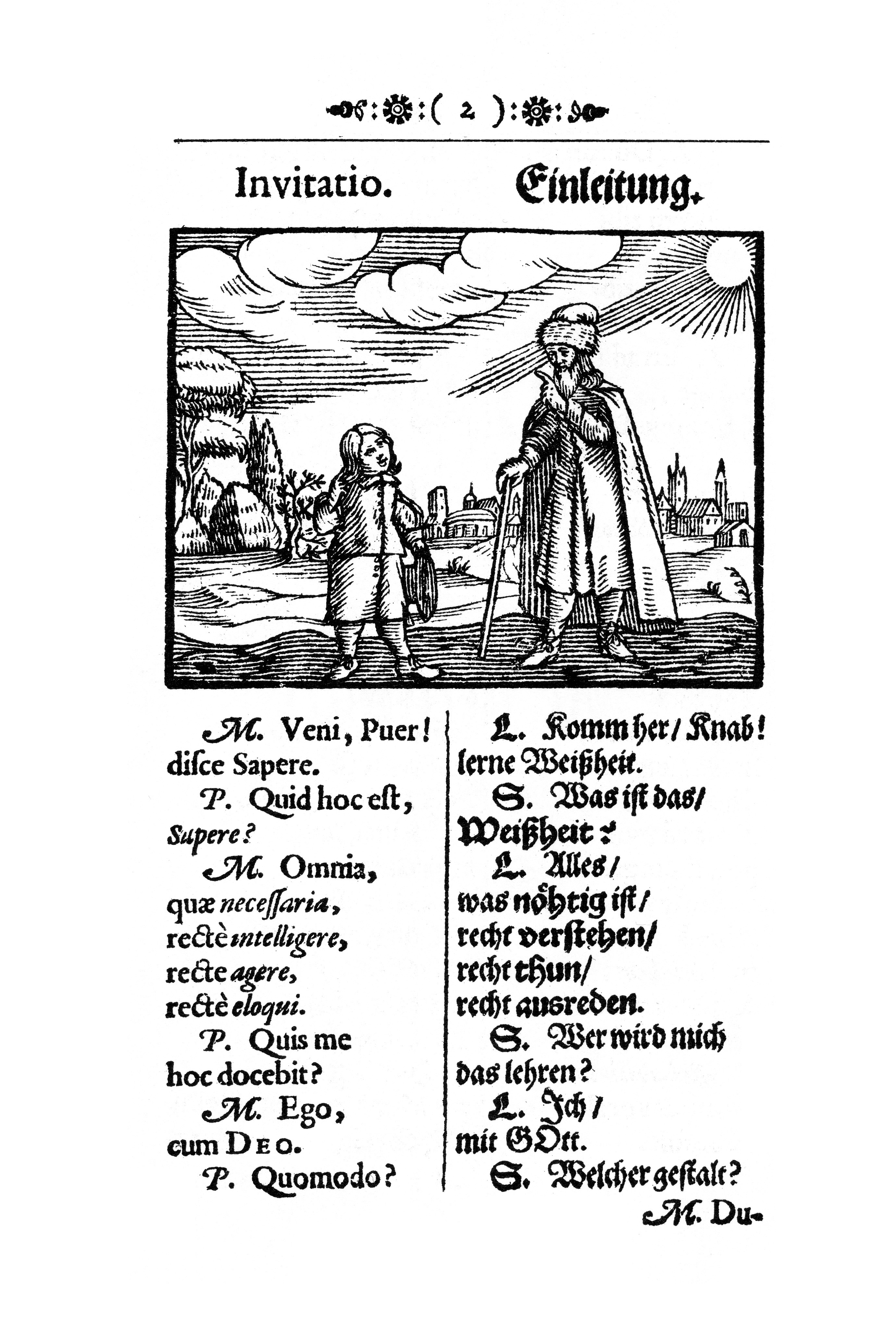
Einleitung des Orbis pictus
(Ausgabe 1658)

Der Orbis sensualium pictus (Die sichtbare Welt), oft auch als Orbis pictus bezeichnet, war ein in Europa vom 17. bis zum 19. Jahrhundert weit verbreitetes Jugend- und Schulbuch. Der aus Mähren (damals unter der Böhmischen Krone) stammende Theologe Johann Amos Comenius verfasste das Werk in seiner Zeit in Patak am Bodrog (heute Sárospatak in Ungarn), wo er als Lehrer tätig war. Die erste Spur des „kleinen Büchleins“, wie er es nannte, ist ein Probeabdruck von 1653 mit lateinischen Texten unter dem Titel Lucidarium. Die erste zweisprachige Ausgabe erschien 1658 in Nürnberg.

## Editions- und Rezeptionsgeschichte

### Die erste zweisprachige Ausgabe

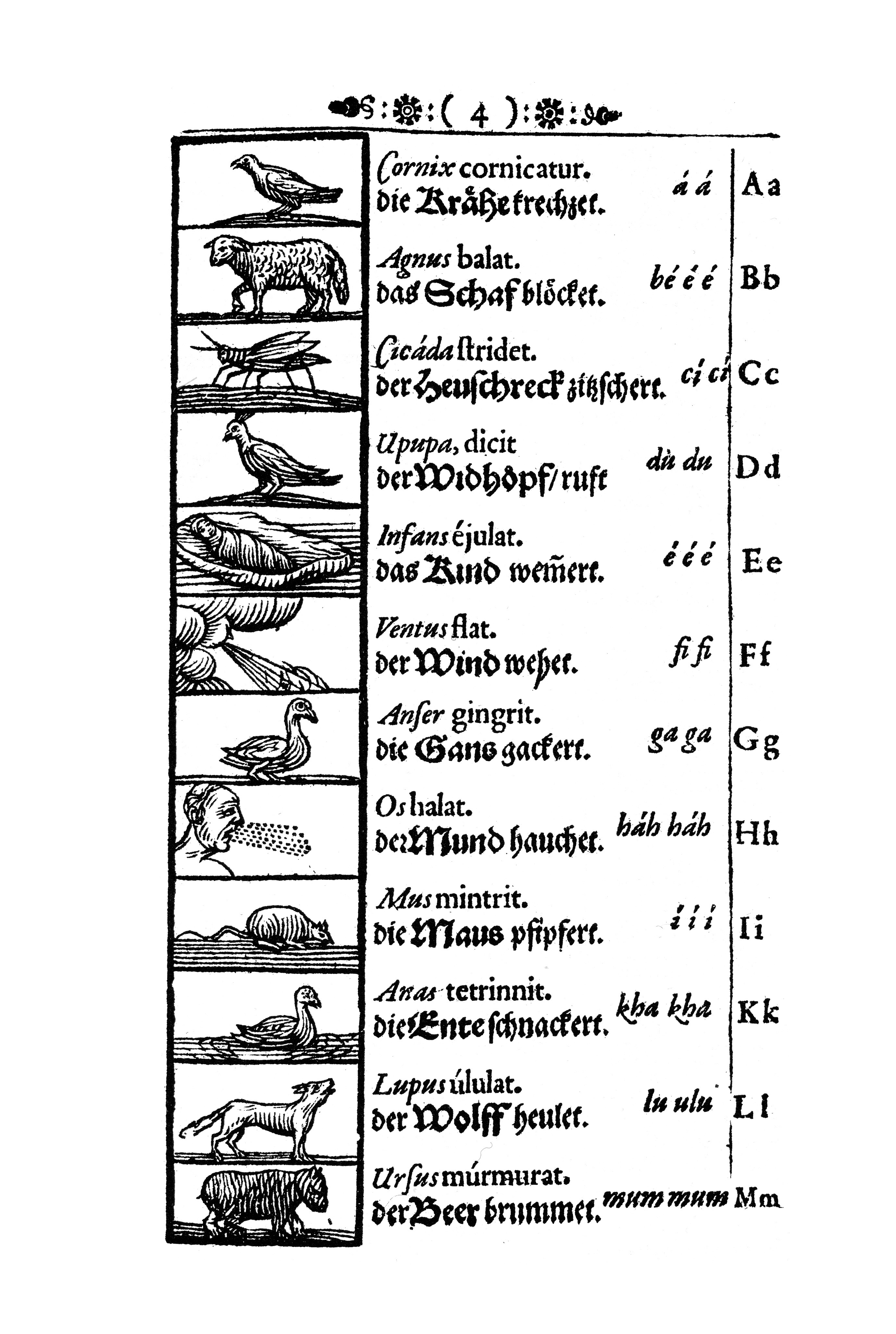
Anlauttabelle mit Tierlauten
(Ausgabe 1658)

Im Jahr 1658 erschien im Verlagshaus von Michael Endter in Nürnberg eine zweisprachige lateinisch-deutsche Ausgabe, illustriert mit Holzschnitten. Auf 309 Seiten im Format 10 × 16,5 cm zuzüglich Vortrag (Vorwort) und Titel-Register (Stichwortverzeichnis) beschreibt Comenius die Welt, – von Gott bis zu den Insekten. Die meist doppelseitigen Artikel sind links mit je einer nummerierten Abbildung und rechts mit bilingualen Erläuterungen versehen: In zwei Spalten wird der lateinische Text der Übersetzung in die Sprache des Erscheinungslandes gegenübergestellt.
Die einzelnen Artikel bewegen sich in einem Zyklus über den gesamten Kosmos, von Gott und der Welt, Himmel und Erde, über die Elemente, Pflanzen und Tiere hin zu den Menschen. Deren Handwerke und Berufe, Künste und Wissenschaften, Tugenden und Laster werden ebenso thematisiert wie Spiele, Politik, Kriege, Religionen und Strafen bis hin zum Jüngsten Gericht. Die Darstellung des Werkes endet im Beschluss mit der gleichen Illustration wie in der Einleitung.
Die deutsche Bearbeitung geht auf den Nürnberger Dichter und Schriftsteller Sigmund von Birken aus dem Umfeld des Pegnesischen Blumenordens zurück, der damit den damaligen Wortschatz maßgeblich geprägt hat. In diesem Zusammenhang werden auch Georg Philipp Harsdörffer (Begründer des Blumenordens) und Samuel Hartlib genannt (Fijałkowski, S. 21).
Der Anteil von Comenius an der Illustration erscheint heute als unsicher; der Holzschneider (identifiziert als Paul Kreutzberger) soll diese angefertigt haben, während Comenius sich in Lissa (heute Leszno) bzw. Amsterdam aufgehalten haben soll (Fijałkowski, S. 18; wobei dieser von der ersten lateinisch-deutschen Ausgabe 1658 als Erstausgabe ausgeht, S. 17).

### Weitere Ausgaben, Verbreitung und Einsatz in Schulen
Durch die Zweisprachigkeit der Texte war es „bei etwas Aufmerksamkeit“ möglich, „auf angenehme Weise auch Latein [zu] lernen“. So wurde das Bilderbuch zugleich eine Lateinfibel und ein Lehrbuch für die deutsche Sprache.
Da es im 17. und 18. Jahrhundert an gleichwertigen Alternativen fehlte und wegen seiner ebenso einfachen wie „genialen Grundkonzeption“ verbreitete sich der Orbis pictus sehr rasch in ganz Europa. Über einen Zeitraum von mehr als 200 Jahren wurde das Werk in beinahe 20 Sprachen übersetzt und bearbeitet. Es wurden an die 200 Auflagen herausgegeben.
Es wurden nicht nur zweisprachige Ausgaben mit der Landessprache des jeweiligen Erscheinungslandes aufgelegt, es gab auch polyglotte Ausgaben, so schon 1666 (Latein – Deutsch – Italienisch – Französisch) und erstmals mit Comenius’ Muttersprache im Jahr 1685 (Latein – Deutsch – Tschechisch – Ungarisch). Spätere Ausgaben verzichteten auf Überarbeitungen, „da der Inhalt und die Aufmachung des Werkes […] zeitlos im Sinne einer von Gott gewollten Weltenordnung [erschien]“.
Der Orbis pictus wurde im 18. Jahrhundert mangels gleichwertiger Alternativen zum Inbegriff des Schulbuchs. Die folgenden Zitate veranschaulichen beispielhaft die Bedeutung für den Schulunterricht im 18. Jahrhundert:

„Aber billig muss ich nicht des guten ehrlichen Orbis pictus vergessen, den die Mode (denn gewiß giebts auch im Erziehen eine) längst so gerne abgesetzt hätte, nur daß sie bis dahin kein beßres Buch an seine Stelle zu setzen gewußt hat. Auch seinen Unterricht habe ich nicht verschmäht, und ich bin sicher, daß ihre Kleinen ebenfalls Unterricht und Vergnügen darinn finden werden, vorausgesetzt, daß die punktirte Seele, und was dem ähnlich sieht, aus dem Wege geräumt wird.“

„Des Comenius Bücher liebe ich sehr, besonders den Orbis pictus, nicht weil sie die besten sind, sondern weil wir keine bessere haben“

Johann Wolfgang von Goethe bezeichnete in Dichtung und Wahrheit den Orbis pictus als das beste Kinderbuch, das bis dahin erschienen sei. Das Werk wurde von Lehrern wie von Schülern gleichermaßen geschätzt und fand mindestens bis in die zweite Hälfte des 19. Jahrhunderts in den Schulen Verwendung.

### Moderne Betrachtung
Das Werk kann als eines der ersten multimedialen Unterrichtsmaterialien und als Vorläufer des modernen Bildlexikons und des Comics angesehen werden. Die Idee Comenius’ wurde 1995 in der interaktiven Installation Orbis Pictus Revised wieder aufgenommen.

## Digitalisierte Faksimile-Ausgaben

### Lateinisch – Deutsch
- Orbis sensualium pictus. Die sichtbare Welt, Ausgabe Nürnberg 1658 (die ersten 25 Kapitel, Bilder koloriert, Texte neu gesetzt). Bibliotheca Augustana.
- Orbis sensualium pictus, Ausgabe Nürnberg 1664, 150 Tafeln, 315 Seiten sowie Vorwort und Register
- Die sichtbare Welt, (dreispaltige Ausgabe: Latein – Deutsch – Vokabeln) Nürnberg 1668
- Orbis sensualium pictus. Die sichtbare Welt, Ausgabe Nürnberg 1698 (150 Kapitel, Nachwort, Index). Heidelberger historische Bestände – digital.
- Orbis pictus. Die Welt in Bildern, Ausgabe Wien 1781 (82 Kapitel, 166 Seiten, mit dritter Spalte für Vokabel). Digitale Bibliothek Braunschweig.

### Latein – Deutsch – Tschechisch – Polnisch – Französisch
- Joan. Amos Comenii Orbis pictus : Die Welt in Bildern : Swět w obrazých : Świat w obrazach : Le monde en tableaux. W Hradcy Králowé: Jan Host. Pospjšil, 1833. 478 S. Národní digitální knihovna Praha.

### Englisch – Lateinisch
- Orbis sensualium pictus. Visible World, Ausgabe London 1659 (151 Kapitel, 309 Seiten)
- Orbis sensualium pictus. Visible World, Ausgabe London 1777 (153 Kapitel, 197 Seiten)

### Latein – Schwedisch – Französisch
- Den Synliga Werlden Ausgabe Stockholm 1775

### Latein – Tschechisch – Deutsch – Französisch
- Orbis senualium pictus. Swět w obrazích. Die Welt in Bildern. Le monde en tableaux, Ausgabe Prag 1845 (146 Seiten)

### Latein – Ungarisch – Deutsch – Tschechisch
- Die sichtbare Welt in Vier Sprachen, Typis Samuelis Brewer, 1685 (mit Einleitung und Registern)

- Die Welt in Bildern (Latein – Ungarisch – Deutsch – „Slawisch“), Ausgabe Preßburg (Pozsony) 1798